# 인민당 (미국)

인민당(People's Party)은 1887년부터 1908년까지 존재했던 미국의 좌익 정당이다. 이 정당의 당원들을 두고 흔히 인민주의자(영어: Populist 포퓰리스트[*])라고 불렀기 때문에, 인민주의당(영어: Populist Party 포퓰리스트 파티[*])이라는 이름으로도 잘 알려져 있다. 농본주의, 대중주의, 금은복본위제를 지지했다.
농본주의 단체인 농민동맹(Farmers' Alliance)과 반독점 정당인 그린백당(Greenback Party)에 뿌리를 두고 있다. 1890년 농민연대 후보가 선거에서 성과를 거두자 1982년 창당되어 연방의 적극적 경제개입을 주장하는 등 주요한 대중주의 플랫폼이 되었다. 1892년 미국 대통령 선거에서 제임스 B. 위버와 제임스 G. 필드가 8.5%의 득표수와 4개 서부 주의 지지를 획득하여 제3의 당으로서 떠올랐고, 이후로도 서부와 남부에서 주요한 지지 기반을 확보했다. 그러나 1896년 대선에서 당은 민주당과의 공동 후보 출마를 주장하는 파벌과 독립된 정당 지위를 유지하려는 파벌로 양극화되었고 선거에서 완패한 이후 빠르게 세력이 약해졌다. 이후로도 여러 차례 대선 후보를 내었으나 이렇다 할 성과를 거두지 못하다가 1909년 해산하였다.

## 역대 선거

### 역대 대통령 선거
| 선거명                  | 후보                   | 득표수    | 득표율 | 확보 선거인단 | 당락 |
| ----------------------- | ---------------------- | --------- | ------ | ------------- | ---- |
| 1892년 미국 대통령 선거 | 제임스 위버            | 1,024,280 | 8.50%  | 22 / 444      | 낙선 |
| 1896년 미국 대통령 선거 | 윌리엄 제닝스 브라이언 | 222,583   | 1.6%   | 27 / 447      | 낙선 |
| 1900년 미국 대통령 선거 | 와튼 바커              | 50,340    | 0.36%  | 0 / 447       | 낙선 |
| 1904년 미국 대통령 선거 | 토머스 E. 왓슨         | 114,051   | 0.84%  | 0 / 476       | 낙선 |
| 1908년 미국 대통령 선거 | 토머스 E. 왓슨         | 28,376    | 0.19%  | 0 / 483       | 낙선 |

## 같이 보기
- 정의당 (미국)
- 윌리엄 제닝스 브라이언
- 포퓰리즘